# Bătălia de la Asiago
| Ofensiva Südtirol Bătălia de la Asiago                                         | Ofensiva Südtirol Bătălia de la Asiago                                                                     | Ofensiva Südtirol Bătălia de la Asiago |
| ------------------------------------------------------------------------------ | --- | -------------------------------------- |
| Parte a Frontului Italian ( Primul Război Mondial )                            | |                                        |
| Vegetația alpină ramasă după atacul asupra Asiago.                             | |                                        |
| Data: 15 mai - 10 iunie 1916                                                   | |                                        |
| Locație                                                                        | Platoul Asiago , Veneto, Italia                                                                            |                                        |
| Rezultat                                                                       | Victorie defensivă Italiană - Retragere Austro-Ungară - Eșecul Austro-Ungar în capturarea platoului Asiago |                                        |
|                                                                                | |                                        |
| Beligerenți                                                                    | |                                        |
| Regatul Italiei                                                                | Austro-Ungaria                                                                                             |                                        |
| Lideri și comandanți                                                           | |                                        |
| Luigi Cadorna Roberto Brusati⁠(d) Guglielmo Pecori Giraldi⁠(d) Pietro Frugoni⁠(d) | Conrad von Hötzendorf Archduke Eugen of Austria Viktor Dankl von Krasnik Hermann Kövess                    |                                        |
| Unități implicate                                                              | |                                        |
| Armata Întâi⁠(d) Armata a 5-a⁠(d)                                                | Armata a 11-a⁠(d) Armata a 3-a⁠(d)                                                                           |                                        |
| Forță                                                                          | |                                        |
| 172 batalioane 850 arme                                                        | 300 batalioane 2,000 arme                                                                                  |                                        |
| Victime și pierderi                                                            | |                                        |
| 15,453 morți 76,642 răniți 55,635 dispăruți sau capturați                      | 10,203 morți 45,651 răniți 26,961 dispăruți sau capturați                                                  |                                        |
| Parte a Frontului Italian (Primul Război Mondial)                              | |                                        |

Ofensiva din Südtirol, cunoscută și sub numele de Bătălia de la Asiago sau Bătălia de la Plateaux (în italiană Battaglia degli Altipiani), numită și Strafexpedition „Expediție punitivă” (acest nume nu are nicio referință în documentația oficială austriacă a vremii și se consideră a fi de origine populară), a fost o ofensivă majoră lansată de austro-ungari pe teritoriul Alpilor Vicentine pe frontul italian la 15 mai 1916, în timpul Primului Război Mondial. A fost un atac „neașteptat” care a avut loc lângă Asiago în provincia Vicenza (acum în nord-estul Italiei, atunci pe partea italiană a graniței dintre Regatul Italiei și Austro-Ungaria) după a cincea bătălie de la Isonzo (martie, 1916).
Comemorarea acestei bătălii și a soldaților uciși în Primul Război Mondial este la Memorialul de Război din Asiago.

## Context
Deja de ceva vreme comandantul șef austro-ungar, generalul Conrad von Hötzendorf, propunea ideea unei "expediții" care să distrugă mortal Italia, fostul aliat al Austro-Ungariei, crezută ca fiind vinovată de trădarea Triplei Alianțe, iar în anii precedenți, generalul studiase frontiera pentru a formula studii cu privire la o posibilă invazie.
Problema însă era serioasă, mai ales pentru că granița trecea prin munți înalți, iar avansurile limitate ale Italiei din 1915 înrăutățiseră situația și exclusese un mare avantaj dincolo de văile Valsugana și Val Lagarina (ambele legate prin cale ferată) și platourile din Lavarone, Folgaria si Asiago.
Amplasarea geografică a rutelor de trecere era favorabilă planului inițial care prevedea un avans de la Trent la Veneția, izolând Armatele a 2-a și a 3-a italiene care luptau pe Isonzo și Armata a 4-a italiană care apăra regiunea Belluno și estul Trentinoului.
Pregătirile pentru bătălie au început în decembrie 1915, când Conrad von Hötzendorf i-a propus omologului său german, generalul Erich von Falkenhayn, să mute diviziile de pe Frontul de Est, din Galiția, în Tirol, înlocuindu-le cu divizii germane. Cererea i-a fost respinsă deoarece Germania nu era încă în război cu Italia (care avea să declare război Germaniei trei luni mai târziu) și pentru că redistribuirea unităților germane pe frontul italian ar fi diminuat capacitatea ofensivă germană împotriva Rusiei Țariste, precum și împotriva Franței în ofensivă anticipată la Verdun. După ce a primit un răspuns negativ de la germani, care au refuzat înlocuirea propusă și au încercat activ să descurajeze atacul propus de Austro-Ungari, Conrad von Hötzendorf a decis să opereze autonom. Armata a 11-a austro-ungară, sub comanda contelui Viktor Dankl, avea să efectueze atacul principal urmată de Armata a 3-a sub comanda lui Hermann Kövess. Nu a fost însă atât de ușor, pentru că italienii aveau în zonă circa 250.000 de trupe bine pregătite (Armata I a generalului Brusati și parte din Armata a IV-a). Serviciile de informații italiene adunaseră informații despre o ofensivă inamică iminentă în Trentino – și una majoră – de aproximativ o lună, dar Cadorna a respins aceste rapoarte, convins că nu se poate întâmpla nimic în acea regiune.

## Bătălia
La data de 15 mai 1916, 2.000 de tunuri de artilerie austro-ungare au deschis un baraj puternic împotriva liniilor italiene, incendiind Trentino-ul. Infanteria austro-ungară a atacat de-a lungul unui front lung de 50 kilometri (31 mi). Diviziile italiene au rămas pe poziții, însă centrul defensivei a cedat, iar austro-ungurii au străpuns, amenințănd câmpia venețiană. Ofensiva a copleșit Armata I, dezorganizată și nepregătită, iar cu Vicenza la aproximativ 30 kilometri (19 mi) depărtare, toate forțele italiene de pe Isonzo erau în pericol de a fi flancate.
Cadorna a trimis în grabă întăriri Armatei I și a detașat Armata a cincea nou formată, sub conducerea lui Pietro Frugoni, pentru a lupta cu inamicul în cazul în care reușeau să pătrundă în câmpie. Situația era critică, dar trimiterea rezervelor și înlocuirea mai multor comandanți italieni care au fost considerați inapți au îmbunătățit treptat situația.
Pe 20 mai, trupele austro-ungare au înaintat pe platoul Asiago, iar pe 28 mai, Asiago a căzut. Austriecii, totuși, erau epuizați, rămâneau fără muniție și aveau liniile de aprovizionare slăbite și întinse, iar până la sfârșitul lunii mai nu reușiseră să izbăvească în zonele joase.
Noua linie defensivă italiană de pe Munții Pasubio, Novegno, Zugna, Pasul Buole și Valea Astico a rămas pe poziții și a respins atacurile repetate austro-ungare; pe 2 iunie, trupele italiene au început o contraofensivă, recâștigând încet teren.
Mai mult, pe 4 iunie, rușii au lansat Ofensiva Brusilov în Galiția, unde au reușit să pătrundă pe teritoriul austriac. Deși au fost contracarați cu succes de trupele germane și austro-ungare, Hötzendorf a fost forțat rapid să-și retragă jumătate din diviziile din Trentino. Cu asta, Strafexpedition nu a mai putut fi susținută și austro-ungurii și-au abandonat pozițiile și s-au retras. Trupele italiene din regiune au fost întărite la 400.000 de soldați pentru a contracara pozițiile austro-ungare.
Deși Strafexpedition fusese respinsă, a avut consecințe politice în Italia: Cabinetul Salandra a căzut, iar Paolo Boselli a devenit noul prim-ministru.